# BBC Canada
BBC Canada – kanał telewizyjny zaliczany do rodziny zagranicznych stacji BBC, jednak dostępny tylko na rynku kanadyjskim, działający w oparciu o tamtejszą koncesję i mający kanadyjskiego współwłaściciela – firmę Alliance Atlantis.